# Битва при Гарни
Битва при Гарни, или Гарнисская битва (груз. გარნისის ბრძოლა) — сражение между армиями Грузинского царства и хорезмшаха Джелал ад-Дина, произошедшее в августе 1225 года.

## Предыстория
Бежавший от Чингисхана хорезмшах Джалал ад-Дин в начале 1225 года вошел в Иранский Азербайджан. Атабек Узбек (1210—1225) не смог оказать ему должного сопротивления, и государство Ильдегизидов было уничтожено. В Грузии неприветливо отнеслись к появлению хорезмийцев, так как земли Иранского Азербайджана считали зоной своего влияния. По словам Ибн аль-Асира «Ежедневно в этих землях мусульмане подвергались унижению и бесчестию. Грузины совершали на них набеги, нападали на них и забирали все, что хотели из их имущества».
После захвата Азербайджана (Иранский Азербайджан) Джелал ад-Дин решил начать войну против Грузии, он «не переставал говорить: Я хочу совершить поход в страну курджов».
В начале августа 1225 года Джелал ад-Дин с большим войском вторгся в Армению, близ крепости Гарни ему преградила путь грузинская армия под командованием Иване Мхаргрдзели.

## Силы сторон
Сложно определить точное число воинов, принимавших участие в битве. В разных источниках указаны разные, иногда почти что фантастические цифры (особенно в грузино-армянских источниках). По арабо-персидским источникам грузинское войско состояло из 30, 60 или 70 тысяч воинов. С учётом различных данных о количестве армий Грузии в разные периоды, а также ныне существующих взглядов по вопросу о численности средневековых армий, наиболее вероятным кажется цифра 30 000. Что касается количества войск Хорезмшаха, то этот вопрос остается открытым, сведения грузино-армянских источников o 140—200 тысячной армии хорезмийцев не выдерживают критики.

## Ход сражения
Грузинская армия, заняв выгодную позицию на возвышенности, 2 дня уклонялась от сражения на открытой местности (очевидно, из за численного превосходства противника), поэтому утром следующего дня Джалал ад-Дин начал штурм высоты. Центр его армии составляла конница, на правом фланге стояли отряды лучников, а отборные части («Богатыри — защитники») были сосредоточены на левом фланге под командованием Гийас ад-Дина, брата хорезмшаха.
Левый фланг армии хорезмшаха двигался быстрее остальных, чем воспользовались грузины. Передовой полк грузинской армии под началом братьев Шалвы и Иване Торели обрушился на левый фланг армии хорезмшаха и стал теснить его.
Стрелы летели так, словно это падают метеоры или летят снежинки, гонимые ветром. Мусульманин смешался с неверным… Они наносили друг другу удары по конечностям, в самые сердца и шеи.
В ходе атаки передового полка произошли события, которые свидетельствуют о полном раздоре в руководстве грузинской армии. Для дальнейшего успешного наступления командиры передового полка просили помощи у главнокомандующего, но тот с основным войском стоял на месте. К хорезмийцам постепенно начали поступать подкрепления, и положение передового полка стало тяжелым. По словам грузинского летописца «У обоих братьев убили коней, и им пришлось биться пешими». Атака подоспевшей с центра хорезмийской конницы оказалась решающей и передовой полк был разбит, лишь немногие спаслись бегством. Шалва попал в плен, а Иване был убит.
Атабек Иване и остальное грузинское войско видели эту страшную битву и …стояли в стороне.
Почти что предательский поступок главнокомандующего (летописец объясняет это враждой и завистью Иване Мхаргрдзели к братьям Торели), гибель передового полка и потеря двух знаменитых командиров, которые пользовались исключительным авторитетом в армии, настолько деморализовало солдат основной армии, что они просто разбежались.

## Потери сторон
О потерях армии хорезмшаха неизвестно. Современник этих событий Ан-Насави сообщает, что грузины потеряли 4 тыс. человек (Ибн ал-Асир называет цифру 20 тысяч что кажется маловероятным).

## Последствия
Поражение при Гарни оказало исключительно негативное влияние на состояние Грузинского царства. Вскоре после Гарнисской битвы войска Джелал ад-Дина взяли древнюю армянскую столицу Двин и стали двигаться к Тбилиси, столице царства. Царица Русудан оставила в городе гарнизон под командованием братьев Мемны и Боцо Джакели, а сама вместе с семьёй и двором переехала в Кутаиси.
Столица была сожжена и разрушена. Грузинской православной церковью считается, что были убиты сто тысяч жителей за отказ принять ислам, историк грузинской церкви Михаил Сабинин дает оценку в 10 тысяч убитых сдавшихся воинов цитадели.
После похода хорезмийцев Грузия оказалась не в состоянии противостоять наступающим монгольским войскам, что привело к завоеванию царства монголами в 1236 году.

## Исторические источники

### армянские источники
- Вардан Аревелци. ВСЕОБЩАЯ ИСТОРИЯ. — М., 1861.
- Себастаци. ЛЕТОПИСЬ.
- Степанос Епископ. ЛЕТОПИСЬ.

- Киракос Гандзакеци. КРАТКАЯ ИСТОРИЯ. — М., 1976.
- Мхитар Айриванеци. ХРОНОГРАФИЧЕСКАЯ ИСТОРИЯ. — СПб., 1869.
- Степанос Орбелян. ИСТОРИЯ СЮНИКА. — Ереван, 1986.

### мусульманские источники
- Шихаб ад-дин ан-Насави. Сират ас-султан Джалал ад-Дин Манкбурны. — М.: Восточная литература, 1996.
- Ибн аль-Асир. АЛ-КАМИЛ ФИ-Т-ТАРИХ. — М., 1940.
- Рашид ад-Дин. СБОРНИК ЛЕТОПИСЕЙ. — М.-Л. АН СССР, 1952.

### грузинские источники
- Картлис цховреба. Картлис цховреба.